# Apretura

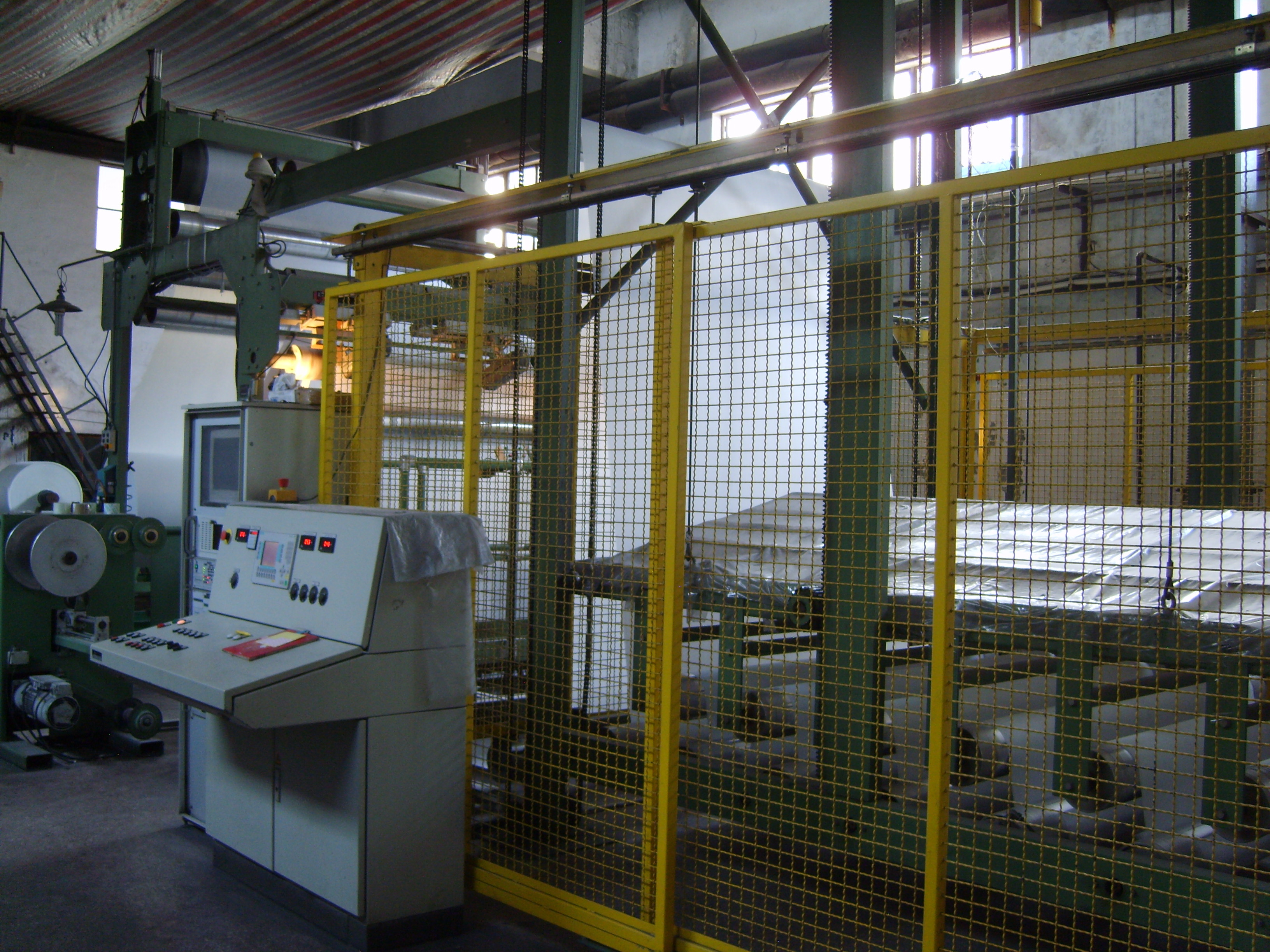
Apretura tapety włóknem szklanym

Apretura (nm. appretur, fr. appreter - wykańczać) – uszlachetnianie, wykańczanie materiału nadające mu nowych lub lepszych cech i właściwości podnoszących ich właściwości użytkowe. Apreturowanie stosuje się przede wszystkim w stosunku do tkanin i skór, ale też do papieru a nawet drewna. Podczas produkcji nowej odzieży cienka powłoka apretury polepsza wygląd wyrobu (intensyfikuje barwę), utrzymuje fason oraz zwiększa odporność na gniecenie się i zabrudzenia. Zwykle użytkowanie oraz kolejne prania lub czyszczenia powodują usunięcie fabrycznej apretury.
Najbardziej popularną apreturą był krochmal - tkaniny w  nim namoczone po wysuszeniu uzyskiwały sztywność i łatwiej poddawały się prasowaniu. Dodawanie do krochmalu niebieskiej ultramaryny dodatkowo polepszało ich biel na zasadzie wybielania optycznego. Metodę stosowano do bielizny, koszul, firanek, serwet i obrusów. Dodatkową zaletą było to że brud osadzał się na warstwie krochmalu a nie wnikał w tkaninę a to ułatwiało pranie. 
Bardzo wcześnie jako apreturę stosowano woskowanie. Skóry nasycone na gorąco woskiem uzyskiwały nieprzemakalność, stawały się bardziej elastyczne, nie pękały i zyskiwały na twardości. Pastowane odzyskiwały swe pierwotne właściwości.
Stołową deskę do krojenia, przed użyciem apreturuje się olejem spożywczym - później, przy normalnym użytkowaniu nie przyswaja wody i nie paczy się.
Obecnie gama stosowanych apretur (ostatnio, również zwanych apretami)  jest olbrzymia i wciąż pojawiają się nowe metody i nowe substancje (aprety). Dzięki apreturom materiały mogą uzyskiwać połysk, gładkość, elastyczność i miękkość (delikatność), wodoodporność, niepalność. Stosowane w apreturze żywice syntetyczne zwłaszcza termoplastyczne lub termoreaktywne powodują, że apretura staje się trwalsza i odporna na wodę (pranie). Żywice syntetyczne (polimery) zdyspergowane w wodzie są nanoszone na tkaninę, po wysuszeniu i podgrzaniu tworzą błonkę na powierzchni i/lub wypełnienie między włóknami tkaniny dając tkaninie dodatkowo chwyt i usztywnienie. Te cechy są istotne dla lepszych gatunkowo tkanin bawełnianych i wiskozowych. Tkaniny łatwo gniotące się (np. z włókien celulozowych) uzyskują wykończenie przeciwgniotliwe i niemnące już w stanie mokrym a to oznacza, że prasowanie staje się zbędne. 
Nowością są apretury lecznicze lub jako takie reklamowane. Pasy, opaski i rajstopy bywają apreturowane drobinami bursztynu, dzięki niemu elektryzują się ujemnie a przez to łagodzą bóle reumatyczne i poprawiają samopoczucie osób takich wyrobów używających. Pończochy i skarpety mogą też uzyskiwać apreturę antygrzybiczną i antybakteryjną  co łączy się zapobieganiem nieprzyjemnym zapachom.
Apreturowanie to nie tylko nasączanie lub napylanie środkami chemicznymi to także określona technologia wykończania. 
Tkaniny bawełniane i jedwabne często się osmala przeciągając je nad płomieniem lub rozpaloną do czerwoności grzałką w ten sposób pozbawiając je "włosków". Inne tkaniny są prane w wodzie z mydłem, powoduje to ich zbiegnięcie się co pozwala na szycie wyrobów potrzebnej wielkości (po kolejnym praniu bardziej się nie zbiegną). Wybielenie (najczęściej chlorem) rozjaśnia włókna i wybiela tkaninę. We współczesnym krochmalu można też spotkać woski, gumy i stearyny. Kalandrowanie (wygniecenie między walcami) nadaje połysk jednolity lub zmienny (morowanie), wytłacza (tkanina uzyskuje miejsca wklęsłe i wypukłe). Tkaniny lniane bije się stęporami aby spłaszczyć ich włókna. Tkaniny jedwabne przed kalandrowaniem naciera się wodnym roztworem gumy lub roztworem kalafonii w benzynie po to aby zmniejszyć poślizg na walcach. Z tkanin wełnianych usuwa się naniosy (węzełki i zgrubienia) a następnie poddaje się foluszowaniu albo i spilśnieniu (z dodatkiem wody mydlanej i starej uryny). Sukno poddaje się ostowaniu (czesaniu koszyczkami ostu) i strzyżeniu. Można też przeprowadzać dekatyzowanie - przez nawiniętą na miedziany walec z dziurkami warstwę tkaniny wełnianej  przepuszcza się parę wodną - zapobiega to kurczeniu tkaniny.
Przykładem apreturowania jest także impregnacja.